# Handball-Oberliga Rheinland-Pfalz/Saar 2009/10
Die Handball-Oberliga Rheinland-Pfalz/Saar 2009/10 (OL-RPS) wurde unter dem Dach der Handball-Landesverbände Rheinhessen (HVR), Rheinland (HVRL), Pfalz (PfHV) und Saar (HVS) organisiert und ist die höchste Spielklasse des Verbundes. Die Oberliga – RPS ist nach der Bundesliga, der 2. Bundesliga und der Regionalliga eine der vierthöchsten Spielklassen im deutschen Handball.

## Saisonverlauf
Die Handball-Oberliga Rheinland-Pfalz/Saar 2009/10 war die achte Ausspielung dieser Handballliga.

## Modus
Sechzehn Mannschaften spielten eine Hin- und Rückrunde. Nach Abschluss der daraus resultierenden Spieltage ist der Meister in die neu gegründete 3. Liga 2010/11 aufgestiegen. Die fünf letzten Mannschaften mussten in die Verbandsligen absteigen.

## Teilnehmer
Nicht mehr dabei waren die Auf- und Absteiger der Vorsaison. Neu hinzugekommen sind der Absteiger (A) aus der Regionalliga Süd und die Aufsteiger (N) aus den Verbandsligen.

## Abschlussplatzierungen
  1. HV Vallendar
- 2. SG Saulheim
- 3. SV 64 Zweibrücken
- 4. TSG Friesenheim II
- 5. TV 1886 Offenbach (A)
- 6. HG Saarlouis II (N)
- 7. TV 1891 Moselweiß
- 8. HSG Irmenach/Kl./Horbr.
- 9. HSG Eckbachtal (N)
- 10 MSG HF Illtal
- 11 SGH Sankt Ingbert (N)

 12 HSG Biewer/Pfalzel

 13 TG 1848 Osthofen

 14 TuS Fortuna Saarburg (N)

 15 TV Homburg

 16 HC Gonsenheim (N)
HV Vallendar vormals USV Rheintal.

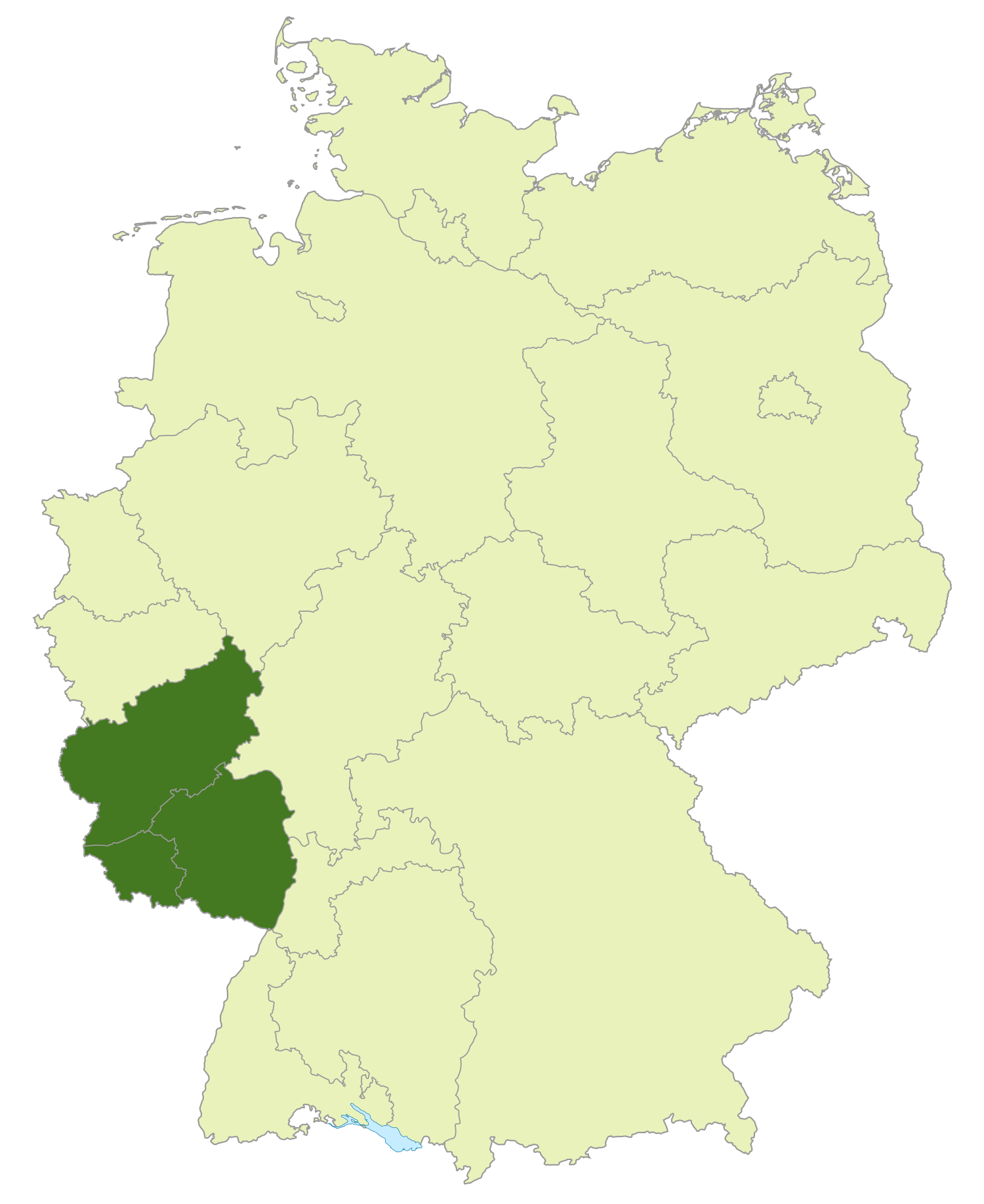
Bereich der Handball-Oberliga
Rheinland-Pfalz / Saarland

(A) = Absteiger aus der Regionalliga Süd (N) = neu in der Liga (R) = Rückzug
 Meister und Aufsteiger zur 3. Liga 2010/11
- Für die Oberliga 2010/11 qualifiziert

 Absteiger in die Verbandsligen